# Nevfidan Kadin
Hacıye Pertevpiyale Nevfidan Kadin (turco ottomano: حاجیه نوفدان قادین, lett. "calice di luce" e "giovane piantina"; 4 gennaio 1793 – Istanbul, 27 dicembre 1855) è stata una consorte del sultano ottomano Mahmud II.

## Biografia
Nata il 4 gennaio 1793 ma di origini sconosciute, Nevfidan era concubina di Mahmud già quando questi era Şehzade e confinato nel Kafes. In violazione alle regole dell'harem, che vietavano ai principi di avere figli prima di salire al trono, rimase incinta, tuttavia tre mesi dopo Mahmud divenne sultano col nome di Mahmud II e, quando sei mesi dopo nacque la loro figlia, la prima a nascere da un sultano dopo 19 anni, lo scandalo venne coperto. Inizialmente Terza Kadın (consorte), venne promossa BaşKadin (prima consorte), dopo la morte delle prime due BaşKadin.
Dopo la primogenita, diede al sultano altre tre figlie e un figlio. Tutti i suoi cinque figli morirono giovani, così, nel 1830, Mahmud le affidò perché la crescesse Adile Sultan, una delle sue altre figlie che aveva appena perso la madre, Zernigar Kadın.
Nel 1839 Mahmud II morì e gli successe sul trono suo figlio Abdülmecid, il maggiore fra i due figli maschi sopravvissuti. Nevfidan, che era da lui molto stimata e rispettata, gli chiese il permesso di recarsi in pellegrinaggio a La Mecca, cosa a cui il sultano acconsentì. Nevfidan tornò a Istanbul nel 1842, col diritto a portare il nome "Haciye". Per l'occasione, fece realizzare un sigillo che recitava: "Sua Maestà Celeste Sultan Mahmud, Sua Altezza Haciye Nevfîdan Baş Kadın".
Viene ricordata come una donna molto devota, che si prese cura dei poveri e dei bisognosi e che fondò diverse strutture benefiche a La Mecca.
Il sultano Abdülaziz, fratellastro di Abdülmecid e suo erede, chiamò una delle sue navi la Pertevpiyale in suo onore.

## Discendenza
Da Mahmud II, Nevfidan ha avuto un figlio e quattro figlie:
- Fatma Sultan (4 febbraio 1809 - 5 agosto 1809). La sua nascita, la prima nella dinastia imperiale dopo 19 anni e appena sei mesi dopo la salita al trono di suo padre, destò scandalo, in quanto significava che doveva essere stata concepita quando Mahmud era ancora Şehzade e confinato nel Kafes, cosa all'epoca vietata. Morì di vaiolo e venne sepolta nella moschea Nuruosmaniye.
- Fatma Sultan (30 aprile 1810 - 7 maggio 1825). Morì di vaiolo. Fu sepolta nel mausoleo Nakşidil Sultan.
- Emine Sultan (12 giugno 1813 - luglio 1814). Gemella di Şehzade Osman. Sepolta nella moschea Nurosmaniye.
- Şehzade Osman (12 giugno 1813 - 10 aprile 1814). Gemello di Emine Sultan. Sepolto nella moschea Nurosmaniye.
- Emine Sultan (7 gennaio 1815 - 24 settembre 1816). Morì nel Palazzo Beylerbeyi durante un incendio. Venne sepolta nel mausoleo Yahya Efendi.

Nel 1830, dopo la morte dei suoi figli, Nevfidan adottò una delle figlie di Mahmud da altre consorti, che aveva perso la madre:
- Adile Sultan (23 maggio 1826 - 12 febbraio 1899). La sua madre naturale era Zernigar Kadın, morta nel 1830. Si sposò una volta ed ebbe un figlio e tre figlie.

## Morte
Nevfidan morì il 27 dicembre 1855 nel Palazzo Nafizpaşa, a Istanbul. Venne sepolta nel mausoleo Mahmud II.